# Karl Nüßle
Karl Nüßle (* 20. April 1816 in Suppingen, Oberamt Blaubeuren; † 3. März 1892 in Nürtingen) war ein württembergischer Landtagsabgeordneter.

## Leben und Werk
Karl Nüßle war Gastwirt in Blaubeuren. Bis 1864 Löwenwirt, ab 1867 Gasthaus „Zur Schweiz“. 1873 zog er nach Nürtingen und lebte dort als Privatier.

## Politik
Nüßle war Mitglied der Württembergischen Volkspartei. 1850 wurde er als Vertreter des Oberamts Blaubeuren in die zweite und dritte Verfassungsberatende Landesversammlung gewählt. Bei der Landtagswahl 1851 verteidigte er dieses Mandat gegen den Blaubeurener Stadtschultheiß Scheitenberger. Nach erfolglosen Kandidaturen 1856 und 1862 gewann er 1868 das Blaubeurener Mandat erneut und gehörte dem Landtag bis 1870 an.